# Río Catari
Río Catari är ett vattendrag i Bolivia.   Det ligger i departementet La Paz, i den västra delen av landet, 400 km nordväst om huvudstaden Sucre.
Omgivningen kring Río Catari består i huvudsak av gräsmarker. Området är ganska glesbefolkat, med 43 invånare per kvadratkilometer.